# Joc video de tactică în timp real
Un Joc video de tactică în timp real (abreviat RTT) este un subgen al jocurilor video de război tactic în timp real, simulând considerațiile și circumstanțele operaționale de război, precum și tacticile militare. Acesta diferă de un joc de strategie în timp real prin lipsa de micromanagement, resurse clasice și de bază sau construire a unității, precum și o mai mare importanță de unități individuale și un accent pe tactici complexe de luptă.